# Scheurebe
Die nach Georg Scheu benannte und von ihm 1916 gezüchtete Weißweinsorte Scheurebe ist eine Kreuzung aus dem Riesling und der Bukettraube. Bei vollständiger Reife kann aus ihren Trauben Weißwein mit subtilem und rassigem Aroma erzeugt werden, das an Schwarze Johannisbeeren und Grapefruit erinnert. Die Weine der Scheurebe werden oft auch edelsüß als Auslese, Beerenauslese, Trockenbeerenauslese oder als Eiswein ausgebaut.

## Abstammung
Die Scheurebe ist eine Kreuzung von Riesling × Bukettraube.
Die ursprünglichen Angaben von Georg Scheu, es handele sich um eine Kreuzung von Riesling und Silvaner, konnten in der Zwischenzeit durch DNA-Analyse widerlegt werden.
Heute ist die Landesanstalt für Rebenzüchtung in Alzey – die ehemalige Wirkungsstätte von Georg Scheu – nach Ablauf des Sortenschutzes bei der jetzt „freien“ Sorte Scheurebe als Erhaltungszüchter beim Bundessortenamt eingetragen.

## Ampelographische Sortenmerkmale
- Die Triebspitze ist hellgrün und mittelstark wollig behaart.
- Die Rebstöcke haben einen starken Wuchs. Die Holzreife wird spät abgeschlossen.
- Das Blatt ist mittelgroß, fünflappig und hat eine überlappte Stielbucht.
- Die Traube ist mittelgroß, dichtbeerig mit grüngelben Beeren, die einen typisch muskatähnlichen Sämlingsgeschmack aufweisen.[3]

Reife: mittelspät

## Ertrag
Die Sorte liefert mittelhohe Erträge.

## Wein
Gute Reife vorausgesetzt, kann die Sorte körperreiche und angenehm bukettbetonte Weine liefern. Vor allem in Franken ist sie ab der Qualitätsstufe Kabinett besonders beliebt. Als überragend gilt sie im edelsüßen Bereich. Neben dem oben erwähnten Bukett und Geschmack nach Schwarzer Johannisbeere dominieren ab der Qualitätsstufe Auslese meist cremig-gelb-orange Fruchtfarben. Bei Verarbeitung von unreifem Traubenmaterial bildet sich hingegen der sogenannte „Sämlingsgeschmack“ (nach der ursp. Benennung Sämling 88) deutlich und unangenehm aus. Im Extremfall kann eine misslungene Scheurebe auch nach Schweiß riechen. Durch die Folgen der globalen Erwärmung für den Weinbau kommen ungewollt unreife Trauben kaum noch vor.

## Vor- und Nachteile
Vorteile
Scheurebe hat eine gute Chlorosefestigkeit. Sie verträgt relativ gut Trockenheit und einen hohen Kalkgehalt im Boden. Die Blätter sind im Herbst frostwiderstandsfähiger als andere Sorten.
Nachteile
Die Sorte stellt hohe Lageansprüche. Unreifes Traubenmaterial liefert derbes aufdringliches Bukett. Sie ist peronosporaanfällig, botrytisanfällig, oidiumanfällig und das einjährige Holz winterfrostempfindlich.

## Verbreitung
In Österreich, wo sie unter dem Namen Scheurebe und Sämling 88 angebaut wird, ist die Sorte flächenmäßig nicht sehr bedeutsam und rückläufig (2015 350,8 ha
(→ Weiße Rebsorten)), allerdings werden daraus einige der herausragenden edelsüßen Weine rund um den Neusiedler See und in der Südsteiermark gewonnen. Vor allem die Scheurebe-Trockenbeerenauslesen von Hafner und Kracher wurden weltweit immer wieder bei Weinwettbewerben ausgezeichnet.
Die Rebflächen in Deutschland verteilen sich auf die einzelnen Anbaugebiete:
| Anbaugebiet                    | Fläche ha | Anteil % |
| ------------------------------ | --------- | -------- |
| Deutschland                    | 1.412     |          |
| Baden-Württemberg              | 59        |          |
| Bayern (Franken)               | 168       |          |
| Hessen                         | 7         |          |
| Rheinland-Pfalz                | 1.149     | 1,9      |
| Nahe                           | 108       | 2,6      |
| Rheinhessen                    | 770       | 2,9      |
| Pfalz                          | 354       | 1,5      |
| Sachsen                        | 21        |          |
| Sachsen-Anhalt (Saale-Unstrut) | 6         |          |

Seit einigen Jahren wird die Sorte auch im Süden Englands (Weinbau im Vereinigten Königreich) auf sehr kleinen Flächen mit Erfolg angebaut.
Kleine Bestände gibt es auch in der Schweiz – 6,75 ha, Stand 2015.

## Synonyme
Alzey S. 88, Dr. Wagnerrebe, S 88, Sämling, Sämling 88, Scheu 88, Scheu Riesling.  Von 1930 bis 1945 trug die Rebe zu Ehren des Landesbauernführers von Hessen-Nassau und NSDAP-Politikers Richard Wagner diesen Namen. Nach 1950 wurde sie dann nach ihrem Züchter in Scheurebe umbenannt.